# SPECIAL (album của Fin.K.L)
S.P.E.C.I.A.L là một album đặc biệt của nhóm nhạc nữ Hàn Quốc Fin.K.L, phát hành ngày 24 tháng 11 năm 1999. Album gồm 13 bài hát, với bài hát chính là "White" (tiếng Hàn: 화이트), kéo dài 50 phút 10 giây. Ngoài "White" nhóm cũng thực hiện quảng bá cho các đĩa đơn khác trong album như "To My Prince" (tiếng Hàn: 나의 왕자님께), "Time of Mask" (tiếng Hàn: 가면의 시간), "Like an Indian Doll" (tiếng Hàn: 인디언 인형처럼) từ tháng 11 năm 1999 cho tới tận tháng 3 năm 2000. Đúng như tiên gọi, album này rất đặc biệt, mặc dù được quảng bá rất rộng rãi nhưng album này là album duy nhất của Fin.K.L không có MV nào quảng bá, mà sử dụng lại MV của "Forever Love" để quảng bá cho tất cả các ca khúc trên các sân khấu âm nhạc.

## Phát hành
Album phát hành ngày 24 tháng 11 năm 1999, gồm 13 bài hát, trong đó bài hát chủ đề là "White". SPECIAL gần giống với một album thông thường, gồm những bài hát thu âm mới và phát hành tiếp nối hai album đầu tiên nhưng phát hành trong thời gian ngắn và không có bất kì video âm nhạc nào quảng bá, chính vì vậy chất lượng có đôi chú khác biệt so với hai album đầu và được phân loại là một album đặc biệt (Vol 2.5).

## Mô tả
Album SPECIAL là album đặc biệt đầu tiên của nhóm và sản xuất trong thời gian gấp rút, trong khi 1999 là một năm bận rộn của Fin.K.L. Nhưng album lại đem lại thành tích khủng khi góp phần vào thành công của Fin.K.L tại các giải thưởng cuối năm 1999 Giải thưởng Gayo Daejeon của SBS, Best Dance Performance - Giải thưởng âm nhạc KMTV, Giải thưởng Seoul Music Awards, các giải thưởng năm 2000 Nhóm nữ xuất sắc nhất tại Liên hoan 2000 Mnet Music Video Festival, Giải Daesang vào cuối năm, Giải thưởng KTMTV Music Festival,  SBS Gayo Daejeon top 10 Award, KBS Music Awards, Liên hoan Âm nhạc lần 10 dành cho nghệ sĩ mới của MBC,..Để có được kết quả đó thì nhóm cũng tích quảng bá trên các sân khấu âm nhạc cuối tuần như SBS Inkigayo, MBC Music Camp, KMTV Music Tank, KBS Music Bank. Chính vì lẽ đó album đã bán được hơn 340,000 bản bán ra.

### 나의 왕자님께 (To My Prince)
Là đĩa đơn đầu tay của album SPECIAL, tuy nhiên lại được quảng bá sau đĩa đơn chủ đề "White", "To My Prince" được quảng bá vào đâu năm 2000 sau khi kết thúc quảng bá cho "White". Nhóm đã liên tục thay đổi trang phục để tạo cảm giác khác biệt tuy nhiên Sung Yuri thường đội mũ rộng vành, Lee Jin thì duỗi tóc thẳng, và nhuộm đuôi tóc màu đỏ, Joo-hyun buộc tóc và các thành viên hạn chế nhảy, chủ yếu hát. Lời bài hát nhẹ nhàng giai điệu bắt tai, dễ nghe nên "To My Prince" luôn là lựa chọn số 1 trong các dịp đặc biệt, sự kiện của các nhà đài.

### Time of Mask
"Time of Mask" (tiếng Hàn: 가면의 시간) là đĩa đơn cuối cùng được quảng bá vào tháng 3, ban đầu ca khúc được chọn quảng bá là "Without You" (tiếng Hàn: 기도), nhưng sau đó "Without You" lại chỉ quảng bá thêm vào "To My Prince", còn "Time of Mask" lại quảng bá cuối cùng. Để phục vụ cho việc quảng bá thì tất cả các thành viên của Fin.K.L cùng với vũ đoàn nhảy mặc trang phục đen, và đeo mặt nạ, đồng thời Yuri bối tóc cao, Jin cài một sợi dây ngang qua trán, Hyori tết tóc một phần, phong cách biểu diễn sôi động khác hoàn toàn với "To My Prince"

### White
"White" là đĩa đơn chính trong album, đồng thời là ca khúc đầu tiên được quảng bá trong album, một phần vì là ca khúc chủ đề, một phần vì ca khúc hợp với chủ đề mùa đông, tuyết, giáng sinh vào cuối năm. Để phục vụ cho việc quảng bá, các thành viên đã mặc các trang phục mùa đông, và các màn biểu diễn của nhóm luôn có tuyết nhân tạo. Đây cũng là lý do của một vài sự cố khi nhóm biểu diễn trên các sân khấu âm nhạc cuối tuần. Lee Hyori đã từng chia sẻ: rằng cô rất ganh tị với S.E.S. nên họ đã phun rất nhiều tuyết nhân tạo, nên sân khấu khá trơn, nên xảy ra sự cố khi trình diễn, nhưng đến S.E.S. thì người ta lại dọn sạch sân khấu ấy đi, thế là uổng công.

### Without You
"Without You" (tiếng Hàn: 기도) hay còn gọi là "Prayer" là bài hát thứ tư trong album. Là một bản ballad kể về chuyện tình buồn nhiều suy tư. Ban đầu nhóm dự định sẽ quảng bá thay cho "Time of Mask" nhưng sau đó thay đổi, chuyển sang như quà tặng tri ân khán giả và người hâm mộ trên các sân khấu âm nhạc cuối tuần, và cùng quảng bá phụ với "To My Prince".

### Like an Indian Doll
"Like an Indian Doll" (tiếng Hàn: 인디언 인형처럼) là bài hát thứ 13 của album, đồng thời được quảng bá với "To My Prince". Đây là đĩa đơn cover đầu tiên của nhóm. Tuy nhiên mãi cho tới khi quảng bá cho album Memories & Melodies thì sự thật này mới được tiết lộ, rằng họ đã cover bài hát cùng tên "Like an Indian Doll" của ca sĩ Na-mi (tiếng Hàn: 나미).

## Danh sách phát
| Vol 2.5 SPECIAL  | Vol 2.5 SPECIAL                         | Vol 2.5 SPECIAL             | Vol 2.5 SPECIAL  | Vol 2.5 SPECIAL  | Vol 2.5 SPECIAL |
| STT              | Nhan đề                                 | Phổ lời                     | Phổ nhạc         | Đặc biệt         | Thời lượng      |
| ---------------- | --------------------------------------- | --------------------------- | ---------------- | ---------------- | --------------- |
| 1.               | "To My Prince" (나의 왕자님께)          | Kim Hyesun                  | Shin Insoo       | Shin Dongwoo     | 3:53            |
| 2.               | "Time of Mask" (가면의 시간)            | Kim Young-ah                | Yang Jun-young   | Yang Jun-young   | 3:31            |
| 3.               | "White" (화이트)                        | Kim Seok Chan, Jeon Jun-kyu | Kim Young-ah     | Jeon Jun-kyu     | 3:55            |
| 4.               | "Blind love"                            | Yoon Il-sang                | Yoon Sara        | Yoon Il-sang     | 3:36            |
| 5.               | "Without You" (기도, Prayer)            | Ahn Jung-hoon               | Ahn Jung-hoon    | Ahn Jung-hoon    | 4:25            |
| 6.               | "Rose" (로즈)                           | Ju Yeong Hun                | Kim Tae-hee      | Ju Yeong Hun     | 3:52            |
| 7.               | "To My Friend" (숨겨진 그림자)          | Kim Hyeji                   | Kim Hyeji        | Kim Seunghyun    | 4:03            |
| 8.               | "Just a Little Bit" (아주 잠시만)       | Kim Hyeji                   | Kim Hyeji        | Kim Seunghyun    | 3:57            |
| 9.               | "Addiction" (중독)                      | Mario Bolden                | Mario Bolden     | Mario Bolden     | 3:57            |
| 10.              | "Tonight"                               | Ma Kyung-sik                | Jang Dae-sung    | Lee Jong-pil     | 3:40            |
| 11.              | "Your Memory" (너의 기억)               | Eun Ji-won                  | Kim Young-ah     | Lee Jong-pil     | 3:38            |
| 12.              | "Maybe"                                 | Kim Heyji                   | Song Min-a       | Anh Sung-il      | 4:14            |
| 13.              | "Like an Indian Doll" (인디언 인형처럼) | Lee Hojun                   | Kim Soongon      | Kim Seunghyun    | 3:30            |
| Tổng thời lượng: | Tổng thời lượng:                        | Tổng thời lượng:            | Tổng thời lượng: | Tổng thời lượng: | 40:10           |